# Riva (bootconstructeur)

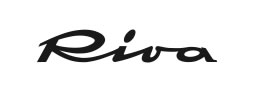
Logo

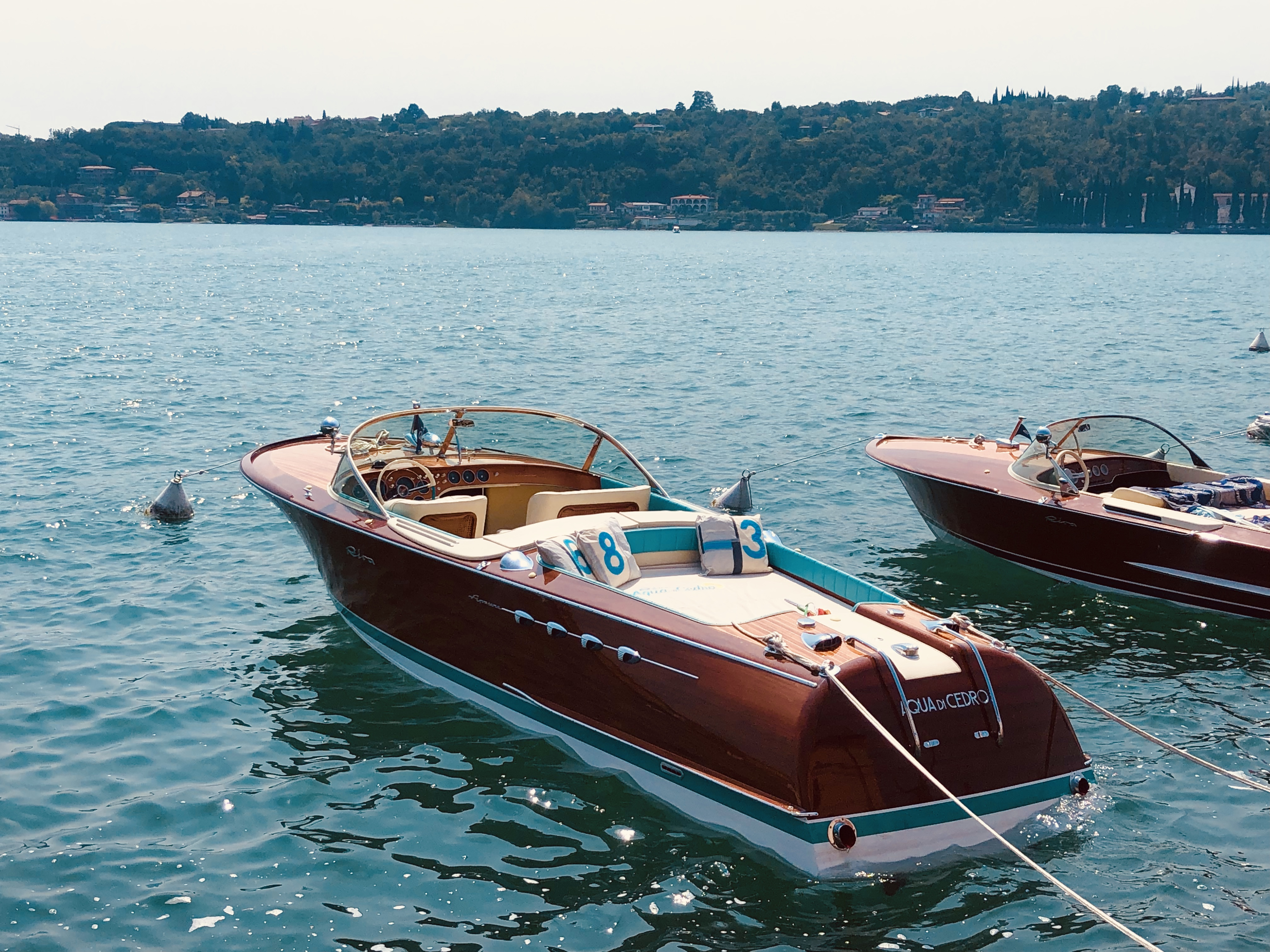
Riva Aquarama

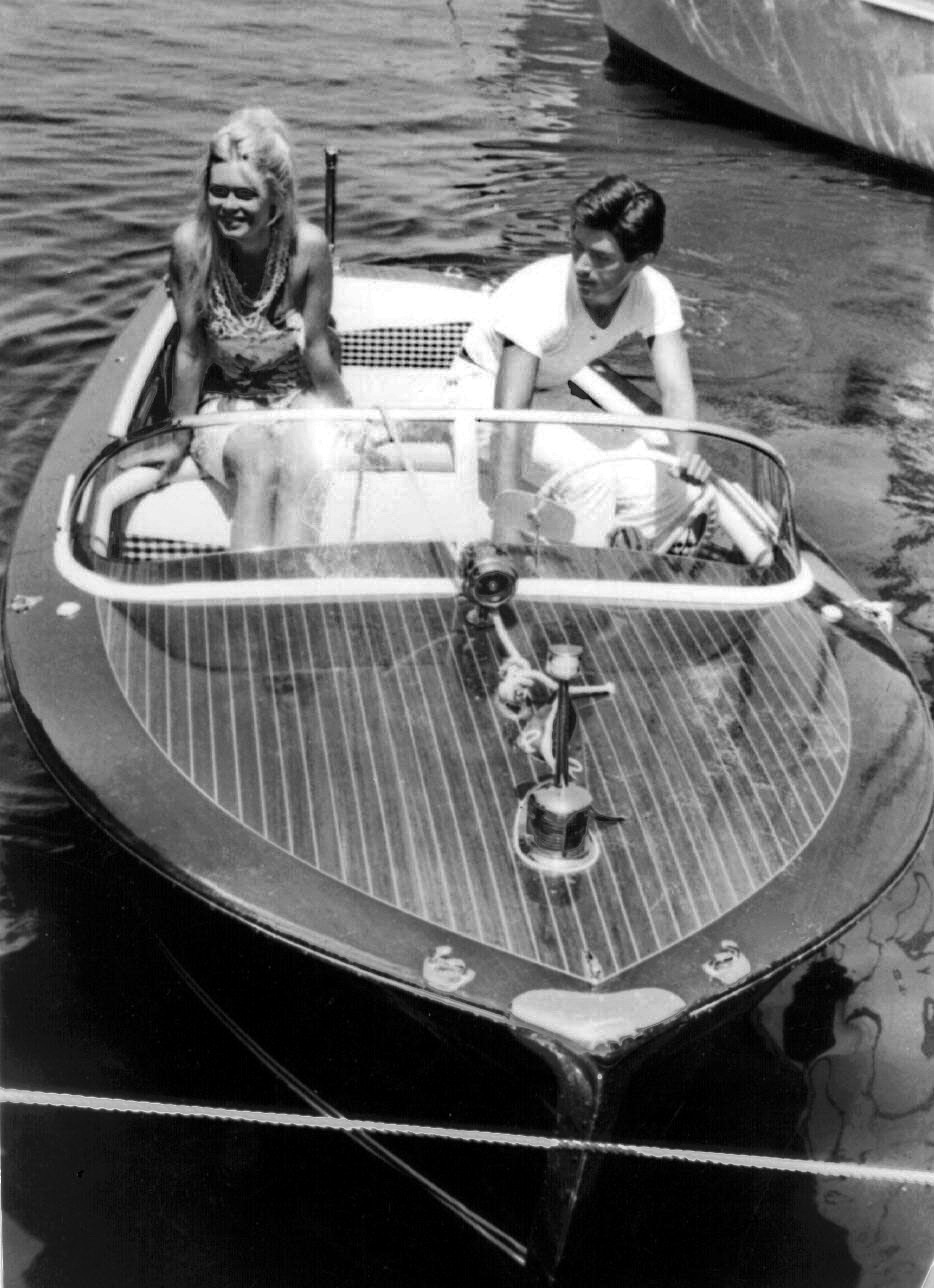
Brigitte Bardot (links) in een Riva Florida, Saint-Tropez, 1963

Riva is een Italiaanse botenbouwer, vooral bekend als producent van klassieke mahoniehouten motorboten.

## Geschiedenis
Pietro Riva, van origine een visser, richtte in 1842 de scheepswerf Riva op in Sarnico, aan het Iseomeer, in Italië. De scheepswerf legde zich bij oprichting toe op de reparatie van schepen en bouwde daarmee een goede reputatie op vanwege de hoge kwaliteit van afwerking. Al snel richtte Riva zich op de volledige bouw van boten.
Na de Eerste Wereldoorlog veranderde Riva van richting. Serafino Riva, de kleinzoon van Pietro Riva, kwam aan het roer van het bedrijf te staan en Riva bouwde niet langer functionele schepen maar begon met de productie van luxueuzere, snelle speedboten en jachten. Deze verandering van strategie was niet zonder succes en Riva groeide in de jaren 30 uit tot een gerespecteerde botenbouwer in het hogere segment. Onder Serafino’s zoon Carlo Riva zette de botenbouwer het succes voort en behoorden de jachten van Riva tot de beste in de markt. In deze periode zag ook de Riva Aquarama het levenslicht, het bekendste model van de firma. 
Na vier generaties in handen van de familie Riva te zijn geweest, besloot Carlo Riva het bedrijf in 1969 te verkopen aan het Amerikaanse Whittaker, een  producent van fiberglas en kunststof. Hierna wisselde het bedrijf nog een aantal keren van eigenaar. Begin jaren 90 werd Riva een onderdeel van de Vickers-groep, destijds eigenaar van onder andere Rolls-Royce. In 2000 werd Riva overgenomen door de Ferretti-groep. Dat Riva weer onder de Italiaanse vlag schepen produceerde deed de populariteit van Riva weer toenemen. In 2004 opende Riva, in samenwerking met de Ferretti-groep, een nieuwe scheepswerf in La Spezia met een oppervlakte van 60.000 m².

## Riva Aquarama
Het bekendste model van Riva is de Aquarama, die vanaf 1962 werd geproduceerd en ongewijzigd in productie was tot 1996. 
Deze autoboot is bijna volledig uit gelakt mahoniehout gemaakt en heeft een lengte van 8,02 meter. De naam "Aquarama" is afgeleid van de, destijds populaire, breedbeeld Cinerama-schermen in Amerikaanse bioscopen. Het bolle, brede raam van de Aquarama hint daar ook naar. De Aquarama heeft de beschikking over twee motoren, die elk 185 pk leveren en zorgen voor een topsnelheid van 74 km/h. 
Vanwege de populariteit van de Aquarama zijn er verschillende speciale versies van gemaakt. Een bekende hiervan is de Aquarama die in samenwerking met Lamborghini gebouwd is: de Riva Aquarama Lamborghini. Deze Aquarama werd in 1968 besteld door Ferruccio Lamborghini zelf, met als belangrijke aanpassing de twee Lamborghini V12-motoren achterin voor de aandrijving, met een gecombineerd vermogen van 700 pk. Van de Aquarama zijn 769 exemplaren gebouwd.

## Modellen
Riva heeft verschillende modellen geproduceerd, waaronder:
- Riva Corsaro, geproduceerd van 1946 – 1955, in totaal 12 exemplaren
- Riva Tritone, geproduceerd in 1950, in totaal 257 exemplaren
- Riva Scioattolo, geproduceerd van 1950 – 1957, in totaal 137 exemplaren
- Riva Florida, geproduceerd van 1952 – 1964, in totaal 1137 exemplaren
- Riva Sebina, geproduceerd van 1952 – 1957, in totaal 119 exemplaren
- Riva Ariston, geproduceerd van 1953 – 1974, in totaal 1004 exemplaren
- Riva Aquarama, geproduceerd van 1962 – 1996, in totaal 769 exemplaren
- Riva Junior, geproduceerd van 1966 – 1972, in totaal 626 exemplaren
- Riva Olympic, geproduceerd van 1969 – 1979, in totaal 264 exemplaren